# Baaltempel von Palmyra

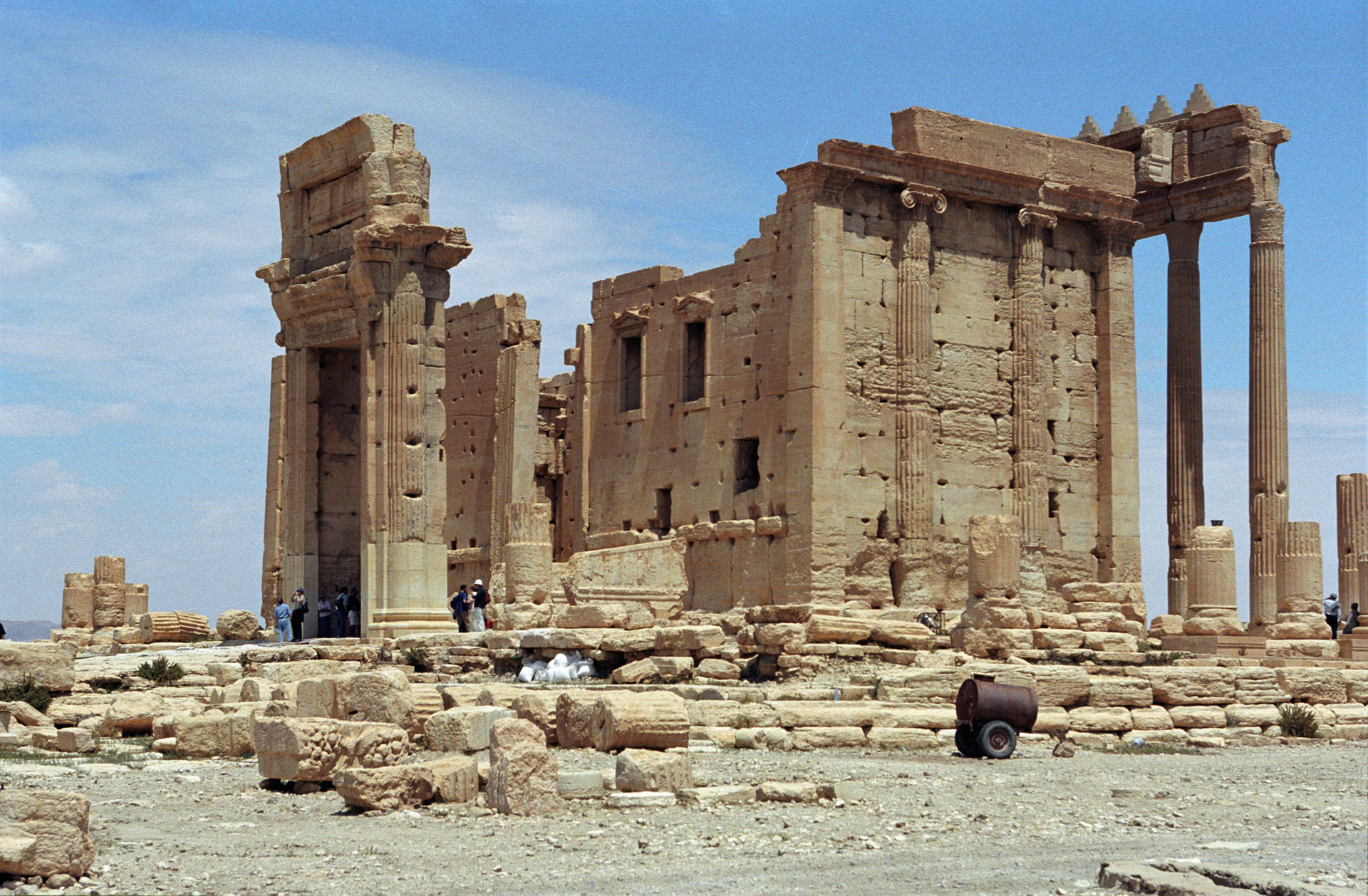
Beltempel von Palmyra mit Eingangstor (2007)

Der Tempel des Bēl, manchmal fälschlicherweise als Tempel des Baal bezeichnet, aufgrund der Namensähnlichkeit mit dem Tempel des Baalschamin, in der syrischen Ruinenstadt Palmyra lag im Süden der antiken römischen Stadt und war der Gottheit Bēl gewidmet. Der Begriff Baal wird häufig, aber fälschlicherweise als Synonym für die verschiedenen höchsten Gottheiten im syrischen und levantinischen Raum verwendet. Das Bauwerk wurde am 30. August 2015 von Anhängern der Terrororganisation „Islamischer Staat“ (IS) gesprengt, nur die Außenmauer blieb erhalten.

## Geschichte
Der Tempel war eines der wichtigsten religiösen Bauwerke im ersten Jahrhundert nach Christus im Nahen Osten. Der älteste Teil stammt aus hellenistischer Zeit, aber nur noch Steine in den Außenwänden im Nordosten und Südwesten zeugen davon. 32 v. Chr. entstand der Schrein, das eigentliche Heiligtum. Zwischen 80 und 120 n. Chr. wurde der Außenraum errichtet, mit Opferaltar und Wasserbecken.

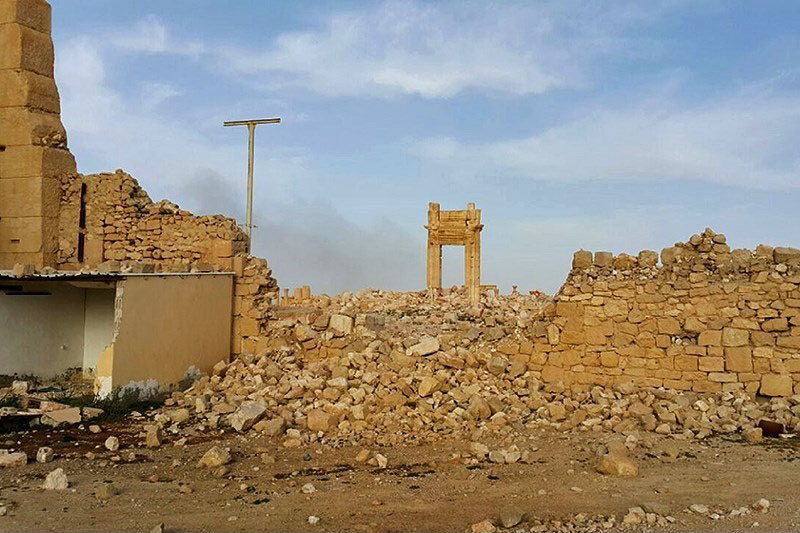
Die Reste des Baaltempels nach der Zerstörung durch den IS (2016)

Die gesamte Tempelanlage war quadratisch angelegt. Das einzige Portal befand sich auf der Westseite. Die Basis des Tempels besaß eine Seitenlänge von etwa 200 m. Im Inneren war der Bezirk von Säulenhallen mit korinthischen Kapitellen eingerahmt. Es gab einen kleinen Eingang für die Opfertiere, einen Tunnel unter der Mauer. Die Außenmauer war elf Meter hoch.
Seit 1980 ist das Ruinengelände Palmyra, zu dem der Baaltempel gehört, UNESCO-Welterbe.
Während des Bürgerkrieges in Syrien kam es allgemein zu erheblichen Zerstörungen auf dem Gebiet der archäologischen Stätte. Am 30. August 2015 sprengte die Terrororganisation „Islamischer Staat“ (IS) das Bauwerk, die Außenmauer verblieb. Acht Tage zuvor hatte der IS bereits den Tempel des Baal-Schamin in Palmyra zerstört.

## Besonderheiten der Bauweise
Der Tempel war nach römischem Vorbild gestaltet, wies aber einige Besonderheiten auf. So lag der Eingang ins Allerheiligste nicht genau in der Mitte. Außerdem befand sich der Eingang an der Längsseite und nicht wie bei römischen Tempeln üblich an der Schmalseite. Zusätzlich besaß der Baaltempel Fenster. Das Dach war komplett mit arabischen Zinnen umgeben. Diese Merkmale belegen, dass Palmyra sich zum Teil eine eigenständige Architektur bewahrt hatte. Das Allerheiligste befand sich genau im Zentrum des Hofes. Das Portal des Tempels und der Zugang zum Allerheiligsten lagen auf einer Linie. Beide waren jedoch nicht in der Mitte der Mauer, sondern leicht versetzt davon. Das Allerheiligste verfügte über ein terrassenförmiges Flachdach und Ecktürmchen. Das Dach konnte über zwei Treppen betreten werden. Dies legt nahe, dass Baal auch vom Dach aus angebetet wurde. Dies erscheint sinnvoll, da Baal – je nach Region – auch Züge eines Wettergottes annehmen konnte.
Der ganze Tempel war mit Reliefs verziert. Gut zu erkennen war bis zur Zerstörung 2015 immer noch das Fischgrätmuster, welches im Inneren des Tempels die Kultnischen zierte. Da sich der Eingang zum Tempel an der Längsseite befand, verfügte das Allerheiligste des Tempels nicht nur über eine, sondern über zwei Kultnischen. In beiden befanden sich früher Statuen. Die Decke der Nordnische war mit Motiven aus der palmyrenischen Mythologie verziert. Forscher erkannten Bilder von Gottheiten, die den sieben Wochentagen entsprachen oder das Sonnensystem hätten symbolisieren können. Die genauen Motive konnten niemals abschließend geklärt werden. Ein geflügeltes Wesen mit Sternen könnte Baal darstellen. Das Motiv symbolisiert, dass das geflügelte Wesen eine Sonderposition innehat. Die Südnische gehörte auf jeden Fall dem Hauptgott Baal. Sie war durch eine Rosette verziert, die die Sonne versinnbildlichte. Um die Südnische herum fanden sich zahlreiche Sterne. Die Nische war in moderner Zeit dunkel gefärbt, da Beduinen den Tempel als Rastplatz genutzt und Feuer unter der Nische angezündet hatten. Der Tempel besaß prächtige Reliefs, von denen große davor aufgestellte Steinblöcke zeugten. Dargestellt waren unter anderem Götter und Karawanenszenen.

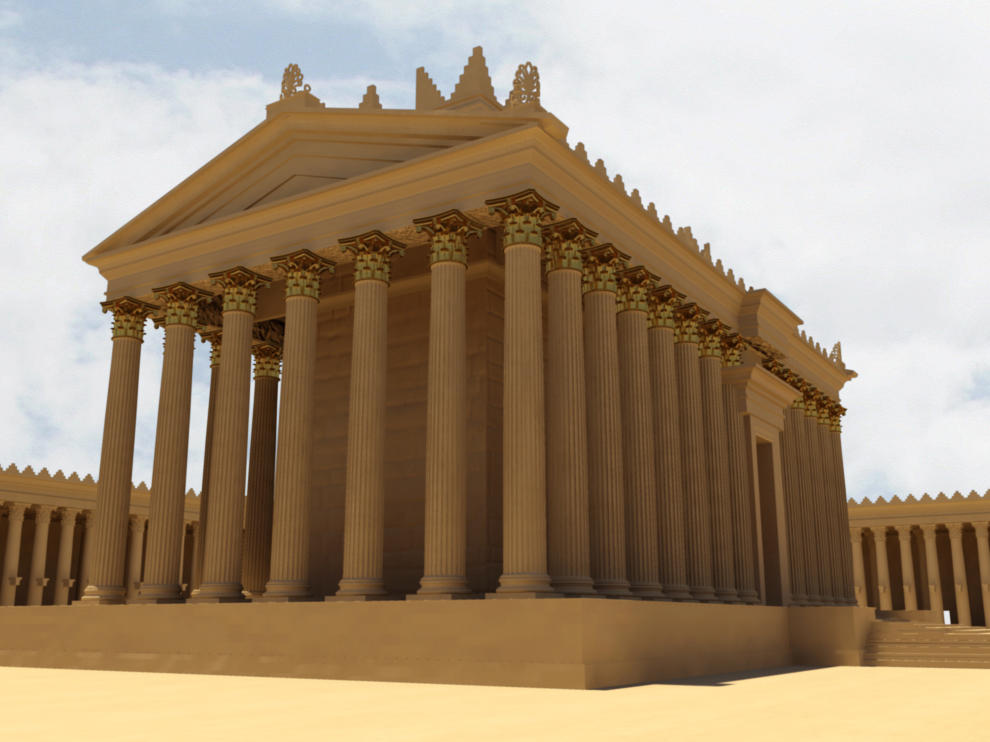
Digitale Rekonstruktion des Baaltempels
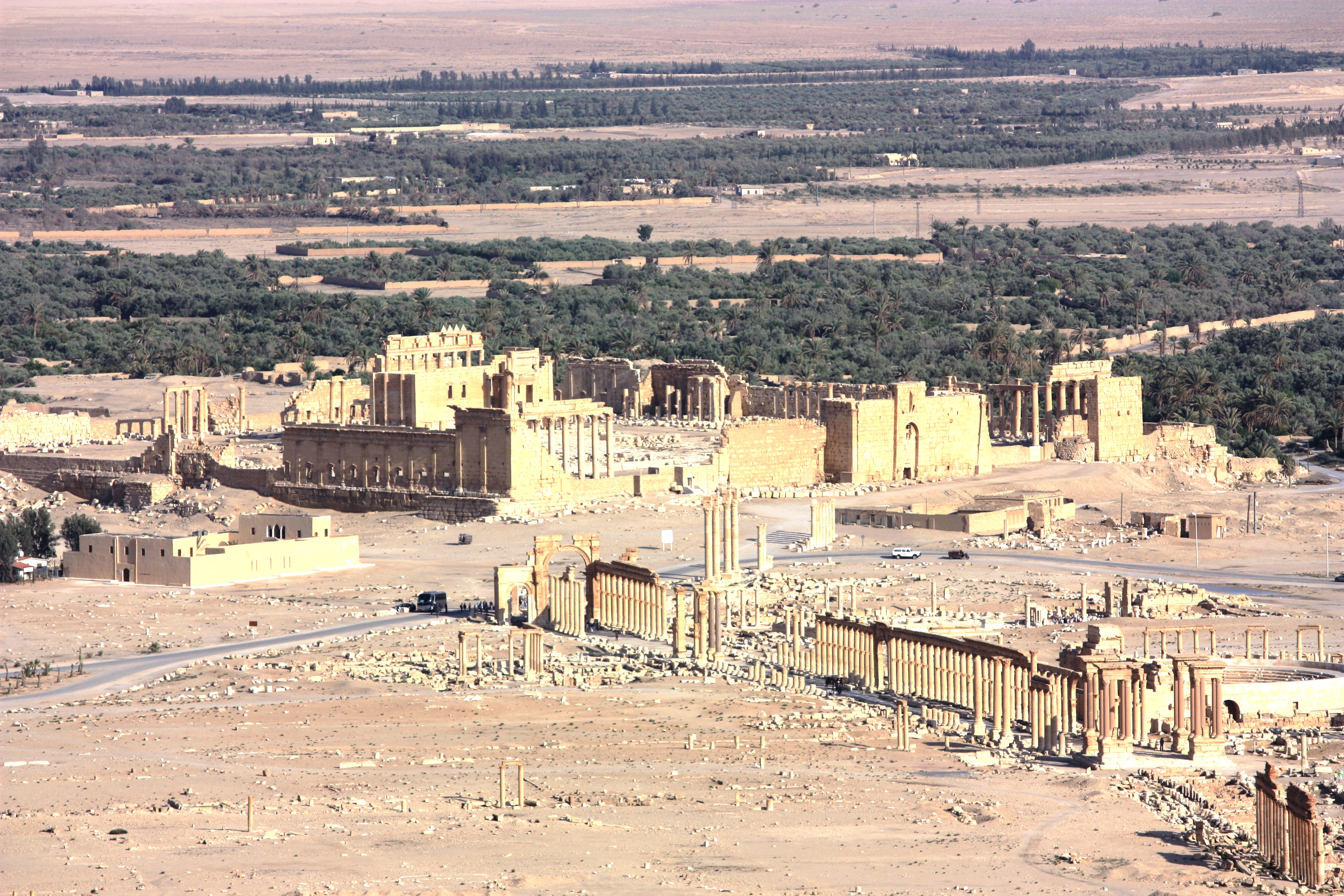
Baaltempel und Außenmauer (2009)
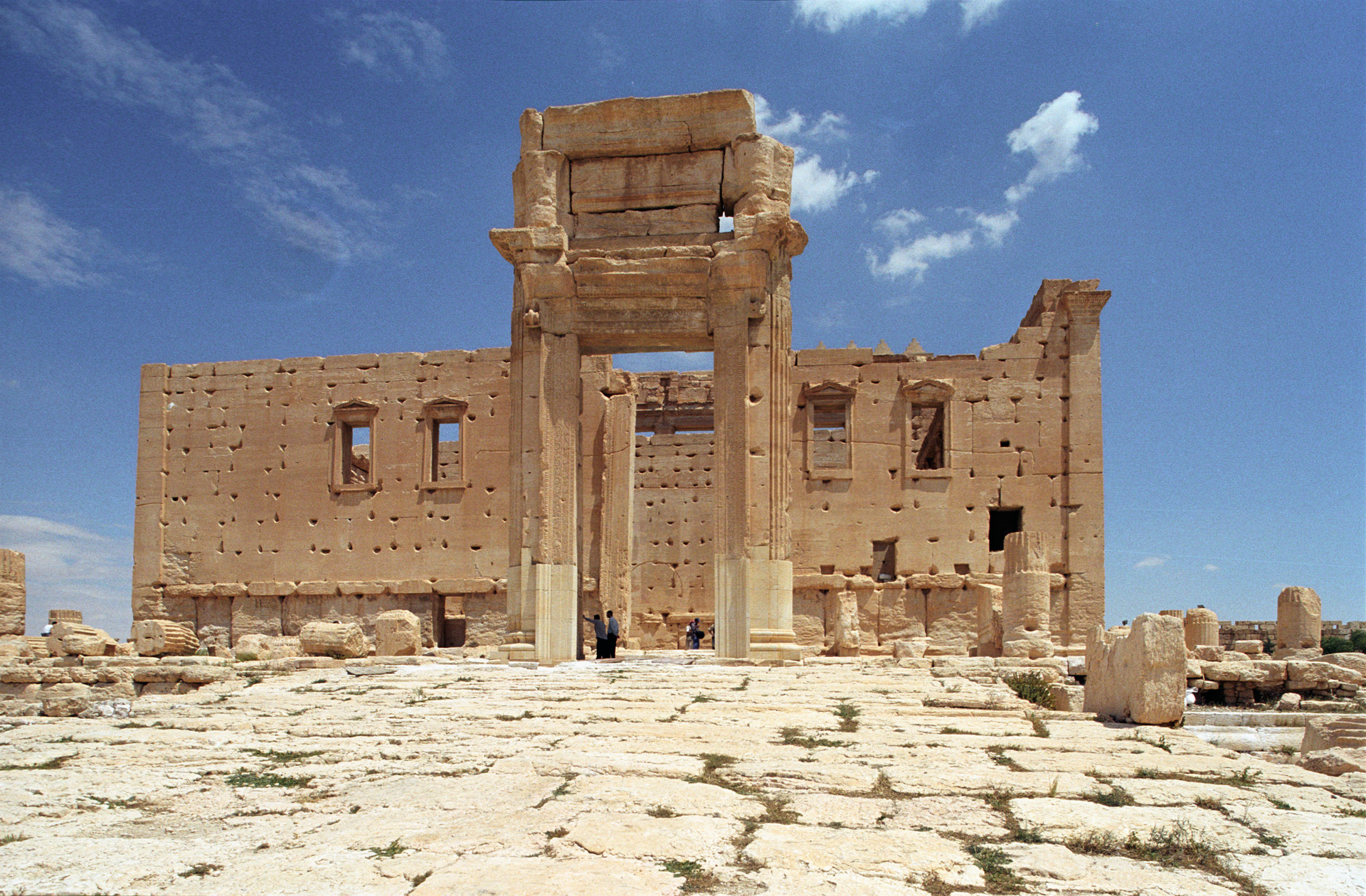
Eingangstor des Baaltempels
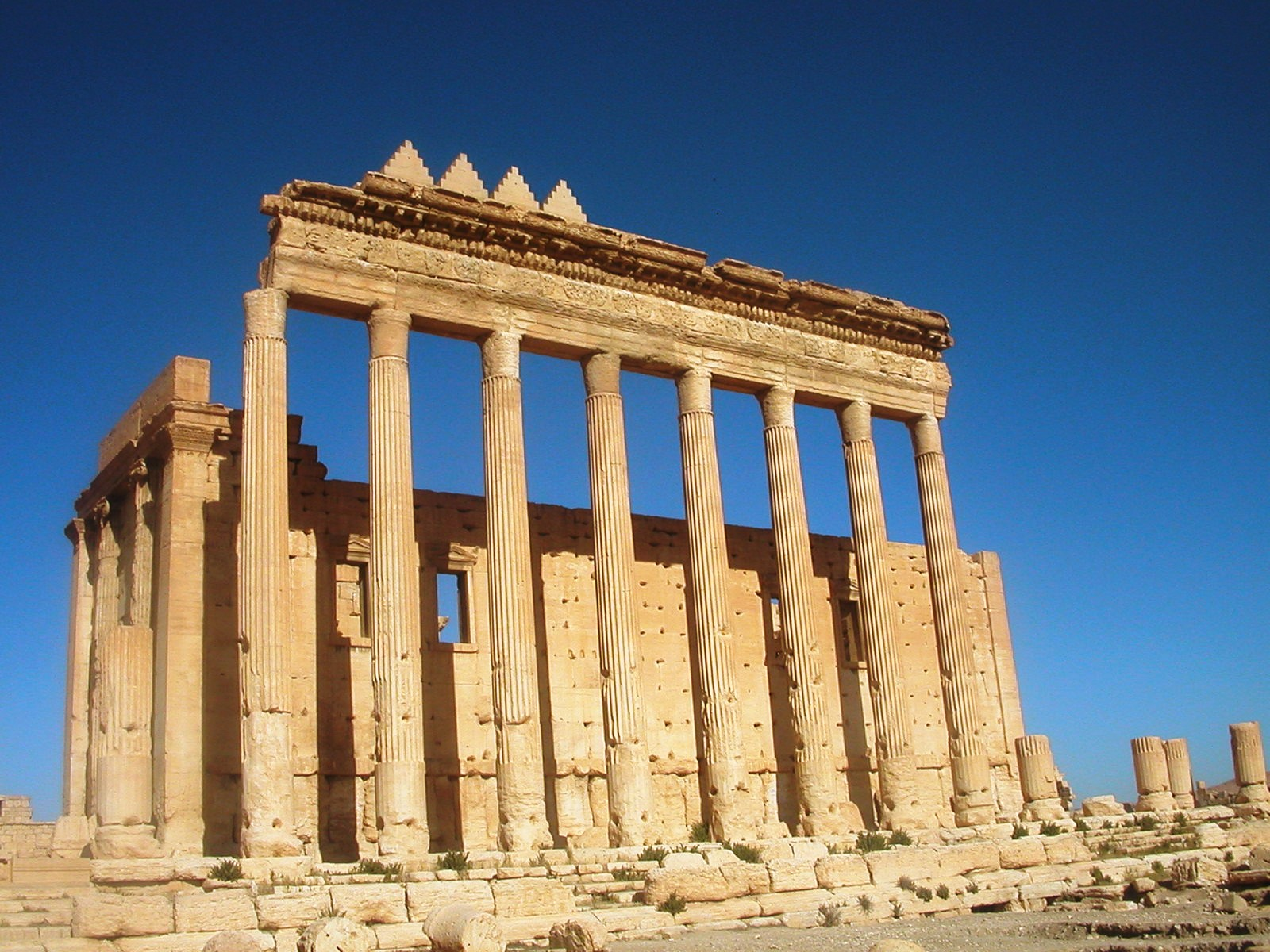
Säulenreihe auf der Rückseite
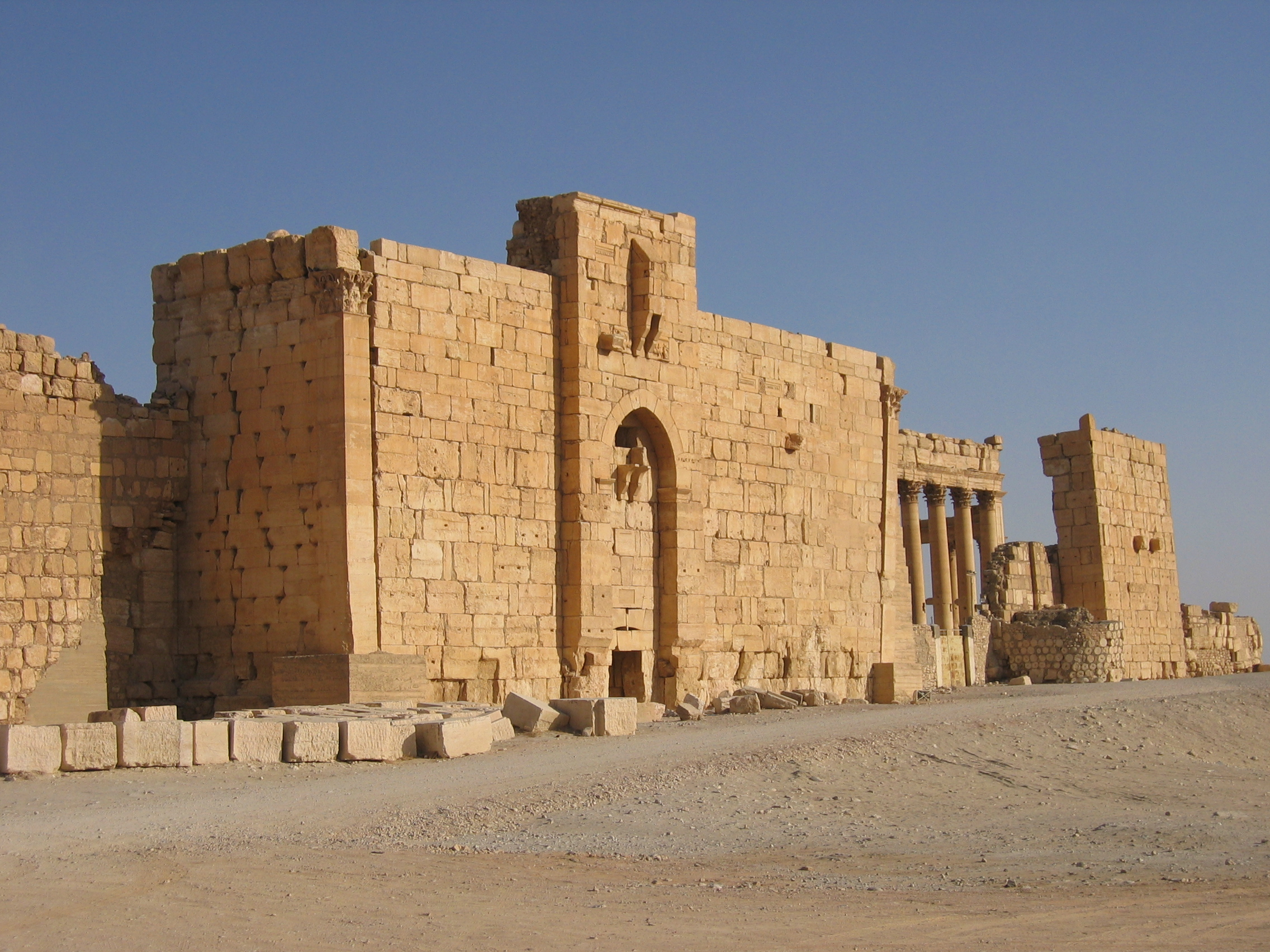
Teil der Außenmauer